# San Sebastián de Buenavista
San Sebastián de Buenavista é um município da Colômbia, localizado no departamento de Magdalena. Fundado em 1748 por Fernando de Mier y Guerra com o nome de San Sebastián de Melchiquejo, mas depois foi alterado em 15 de novembro de 1957, quando foi erguido município.